# Tustna
Tustna – norweskie miasto leżące w regionie Møre og Romsdal.
Tustna była 365. norweską gminą pod względem powierzchni.

## Demografia
Według danych z roku 2005 gminę zamieszkiwało 1006 osób. Gęstość zaludnienia wynosiła 7,21 os./km². Pod względem zaludnienia Tustna zajmowała 411. miejsce wśród norweskich gmin.
| ludność stan na 1 stycznia 2005 |         |           |       |
|                                 | kobiety | mężczyźni | razem |
| osób                            | 512     | 494       | 1006  |
| %                               | 50,89%  | 49,11%    | 100%  |

| wykształcenie stan na 1 października 2004 |        |         |        |        |
|                                           | podst. | średnie | wyższe | niezn. |
| osób                                      | 227    | 483     | 96     | 13     |
| %                                         | 27,72% | 58,97%  | 11,72% | 1,59%  |

## Edukacja
Według danych z 1 października 2004:
- liczba szkół podstawowych (norw. grunnskolar): 2
- liczba uczniów szkół podst.: 146

## Władze gminy
W 2005 administratorem gminy (norw. rådmann) był Martin Fossland, natomiast burmistrzem (norw. ordfører, d. borgermester) – Ingunn Oldervik Golmen.